# Resolució 1546 del Consell de Seguretat de les Nacions Unides
La Resolució 1546 del Consell de Seguretat de les Nacions Unides fou adoptada per unanimitat el 8 de juny de 2004. Després de reafirmar les resolucions anteriors sobre Iraq, el Consell va donar suport a la formació del Govern Provisional Iraquià, va acollir amb satisfacció el final de l'ocupació i va determinar l'estatut de la força internacional i la seva relació amb el govern iraquià.
La resolució va ser copatrocinada pel Regne Unit i els Estats Units.

## Resolució

### Observacions
El Consell de Seguretat va acollir amb beneplàcit la transició cap a un govern iraquià elegit democràticament i esperava amb interès el final de l'ocupació abans del 30 de juny de 2004, quan l'autoritat seria presa pel govern provisional. Va reafirmar el dret del poble iraquià a determinar el seu propi futur polític i controlar els seus recursos naturals, així com la importància del suport dels veïns de l'Iraq. El Consell de Govern Iraquià es va dissoldre i es va acollir amb satisfacció el progrés cap a l'aplicació dels acords en la Resolució 1511 (2003).
El preàmbul de la resolució també va donar la benvinguda als compromisos democràtics del govern provisional i va afirmar la importància de l'estat de dret, el respecte dels drets humans, la reconciliació nacional i les eleccions lliures i justes. També va incidir en la necessitat que totes les parts respectin l'herència arqueològica, històrica, cultural i religiosa de l'Iraq. Hi havia un paper per a la Missió d'Assistència de les Nacions Unides a Iraq (UNAMI) i la comunitat internacional en el futur del país d'acord amb les resolucions 1483 (2003) i 1511 (2003).
A més, el govern interí va demanar que la força multinacional continués a l'Iraq perquè la situació continuava constituint una amenaça per a la pau i la seguretat internacionals.

### Actes
Actuant en virtut del Capítol VII de la Carta de les Nacions Unides, el Consell va acollir favorablement l'assumpció de responsabilitats i autoritat del govern provisional iraquià abans del 30 de juny de 2004 i el final de l'ocupació i l'Autoritat Provisional de la Coalició.
Va recolzar un calendari per a la transició política, inclosa la convocatòria d'una conferència nacional i la celebració d'eleccions parlamentàries a començament de 2005, que van conduir a l'establiment d'un govern de transició i va demanar la seva implementació pacífica. Es va demanar a les Nacions Unides que ajudessin a les àrees relacionades amb la redacció d'una nova constitució, la coordinació de l'ajuda humanitària i la promoció dels drets humans i les reformes. El govern iraquià també treballava per millorar les forces de seguretat.
La resolució va autoritzar a la força multinacional a prendre totes les mesures necessàries per mantenir la seguretat i l'estabilitat a l'Iraq i va donar la benvinguda a una associació entre el Govern de l'Iraq i la força. Al mateix temps, el mandat de la força es va ampliar per un nou període de dotze mesos i es cancel·laria si ho demanava l'Iraq. El Consell va assenyalar les intencions dels Estats Units de crear una entitat independent per protegir la presència de les Nacions Unides al país i es va demanar a la comunitat internacional que contribuís assistint a la força multinacional i al desenvolupament de l'Iraq .
El Consell de Seguretat va condemnar tot el terrorisme a l'Iraq i va reafirmar les obligacions de tots els estats en virtut d'acords 1267 (1999), 1333 (2001), 1373 (2001), 1390 (2002), 1455 (2003) i 1526 (2004). L'embargament d'armes contra l'Iraq no s'aplicaria al govern ni a la força multinacional ni als mandats de l'Agència Internacional de l'Energia Atòmica i la Comissió de Seguiment, Verificació i Inspecció de les Nacions Unides.
Addicionalment, les disposicions de la resolució van declarar que els fons del Fons de Desenvolupament per a l'Iraq podrien ser utilitzats a discreció del govern iraquià després de la terminació de l'Autoritat Provisional de la Coalició de manera transparent. Finalment, es va demanar al secretari general Kofi Annan que informés en tres mesos sobre les operacions de la UNAMI a l'Iraq i sobre els progressos realitzats per les eleccions. Els Estats Units, en nom de la força multinacional, també havien d'informar sobre els progressos realitzats en intervals similars.